# (6877) Giada
(6877) Giada ist ein Asteroid des inneren Hauptgürtels, der am 10. Oktober 1994 vom italienischen Astronomen Vincenzo Silvano Casulli am Osservatorio Colleverde di Guidonia (IAU-Code 596) entdeckt wurde.
Benannt wurde er nach der 1968 geborenen Tochter Giada des Entdeckers.
Der Himmelskörper gehört der Vesta-Familie an, einer großen Gruppe von Asteroiden, benannt nach (4) Vesta, dem zweitgrößten Asteroiden und drittgrößten Himmelskörper des Hauptgürtels.